# Benjamin Ier d'Alexandrie
Benjamin Ier est un patriarche d'Alexandrie de l'Église copte, le trente-huitième dans la liste officielle, né vers 590 à Barshut, dans le district de Beheira (partie occidentale du delta du Nil, non loin d'Alexandrie), mort le 3 janvier 665, pape de l'Église copte de 626 à sa mort.

## Biographie
Issu d'une famille aisée, il se fit moine assez tardivement, vers 620, dans un monastère de Canope (Aboukir) où l'on suivait la règle cénobitique de saint Pacôme, et il y adopta pour père spirituel un certain Théonas. Celui-ci le fit remarquer par le patriarche Andronic, qui le prit comme collaborateur, l'ordonna prêtre et le désigna comme son successeur.
Benjamin devint patriarche en 626, alors que l'Égypte était dominée par les Perses représentant le roi Khosro II. En 630, le pays fit retour à l'Empire byzantin ; l'empereur Héraclius imposa comme patriarche d'Alexandrie de l'Église byzantine et comme préfet d'Égypte l'évêque Cyrus de Phase, chargé d'obtenir la réunification des Églises chrétiennes par la négociation ou par la force. S'ensuivit une décennie de persécutions violentes contre l'Église copte, au cours de laquelle le pape Benjamin dut se réfugier en Haute-Égypte et errer de monastère en monastère pour échapper à une arrestation. Son frère Mennas fut torturé au feu et finalement noyé dans le Nil par les agents de Cyrus de Phase.
La conquête musulmane de l'Égypte (640-642) mit fin à cette persécution. Benjamin put regagner Alexandrie fin 643 ou début 644 muni d'un sauf-conduit du général musulman Amr ibn al-As. Il eut un entretien avec celui-ci, sur lequel il fit paraît-il grande impression. Il établit de bonnes relations avec les nouveaux maîtres du pays, malgré le tribut de plus en plus élevé imposé aux Coptes, et fut reconnu comme le seul chef et représentant de la nation chrétienne d'Égypte, avec des pouvoirs judiciaires.
Le pape Benjamin s'employa ensuite à restaurer les églises et monastères de l'Église copte et à rétablir son unité en réintégrant notamment des évêques qui avaient signé la Plêrophoria de Cyrus de Phase (Cyrus de Nikiou, Victor de Phiom). Il reconsacra le monastère de Saint-Macaire-le-Grand et y fit placer le crâne de saint Marc, qu'il avait pu récupérer malgré les tentatives des Byzantins de l'emporter à Constantinople.
En théologie, il s'opposa (16e lettre sur la fête de Pâques, conservée dans deux traductions éthiopiennes) au théopaschisme de certains monophysites, en affirmant que le Christ avait souffert dans sa chair, mais non dans sa divinité. Cependant, il resta toujours très hostile aux partisans du concile de Chalcédoine: dans une longue homélie sur les Noces de Cana, il dresse un catalogue d'hérétiques allant d'Arius aux chalcédoniens de son époque. Inversement, le patriarche Sophrone de Jérusalem, dans sa lettre synodique à Serge Ier de Constantinople, anathématise Benjamin en le comptant parmi « ceux qui mènent une vie infâme et combattent cruellement la religion ».